# Хаджимурадов, Хас-Магомед
Хас-Магоме́д Хаджимура́дов (чечен. Хьажимуради Хас-Мохьмад; род. 18 декабря 1953 года, Казахская ССР, СССР) — чеченский поэт, бард, композитор. Его песни в основном написаны об исторических событиях, связанных с Чечнёй, о борьбе чеченского народа за свою свободу, также важную роль в его творчестве играет тема любви к Родине.

## Биография
Хас-Магомед Хаджимурадов родился 18 декабря 1953 года в Жамбылской области Казахской ССР в семье чеченцев, насильственно выселенных из своих домов  в ходе Сталинской депортации чеченского народа в Среднюю Азию 23 февраля 1944 года.
Основную часть своей ранней юности он провёл в селе Панфиловка Чуйской области соседнего Кыргызстана, прежде чем его семья вернулась в своё родное село Новые Атаги в Чечне. После окончания средней школы в 1971 году Хас-Магомед служил в советской армии с 1973 по 1975 год.
В целях укрепления национальной идентичности чеченского народа Хас-Магомед исполнял по советскому телевидению национальные песни, посвящённые чеченским национальным героям, надеясь оживить национальное самосознание чеченцев и восстановить «къонахалла» — этический код чеченской культуры.

## Дискография
1. Шейх Мансур
2. Гуниб
3. Нашествие Чингисхана в Чечню
4. Абрек Зелимхан
5. Мой край родной
6. Крепость Ведено
7. Мой край родной
8. Кавказ будь горд
9. Три звезды
10. Дочь рыбака
11. Царь Пётр 1
12. Рассказ старца
13. Горская легенда о Нарте
14. Ермолов

1. Вечная битва
2. Грозный мой
3. Победа или рай
4. Если друг чеченец
5. Судный день
6. Лицемер
7. Моя молитва
8. Давным, давно
9. Ты сидишь у окна
10. Два абрека
11. Было всё
12. Аллах Дела
13. Легенда о малх-йист
14. Кхолоаман ма хил лай